# 江浙财团
江浙财团，又称江浙财阀、上海资本家、浙江财阀，是清朝末年至民国时期中国最大的金融实业集团。江浙财团以上海为最主要活动基地，成员中多为浙江和江苏籍贯的实业家与金融家。大银行和大企业资本集团是江浙财团的特点。宁波商帮是江浙财团的中坚。江浙财团是中国在清朝末年开阜和民国初年中国本土资本主义工商业发展的产物。

## 历史

### 清朝末年
清朝末年，在江浙地区兴起的钱庄业，是中国近现代本土银行业的雏形。钱庄业在上海得以繁盛，这一行业主要由来自浙江江苏的商人垄断，特别是宁波商人。钱庄业后来遭受外资银行的冲击，钱庄并迅速转变为近现代意义的银行，钱庄资本也逐渐向资本主义金融资本转化。
清朝中后期兴起的沙船业，是中国近现代航运业的雏形。沙船业在初期主要运输南北货，沙船业也多由宁波商人垄断。沙船业受到来自西方现代轮船的冲击，江浙商人特别是宁波商人学习西方技术和管理后，建立起了民族航运业。
剿丝业早期多由湖州商人垄断。纺织业则多由无锡商人垄断。
早期江浙财团的代表人物有很多都出身自外国企业的买办。

### 民国时期
浙江财阀一说，最先由日本学界提出。1928年6月，日本报纸首次提出江浙财阀的概念，并指出北伐胜利中国初步统一在财政上有赖江浙财阀的支持。1929年，时在南满洲铁道株式会社上海事务所任职的日本人志村悦郎出版专论《浙江财阀》，首次明确提出“浙江财阀”的概念，并进行了较全面的分析论述。日本学者认为浙江财阀是以上海为主要根据地的浙江籍金融实业家的统称，并可分为两个亚类：“浙东帮”和“浙西帮”；其中，籍贯为宁绍地区的归类为“浙东帮”，籍贯为杭嘉湖地区的属于“浙西帮”，而“宁波帮”是浙江财阀的社会基础。史家钟晓光认为“蒋介石与浙江财阀取得联系，主要靠张静江，虞洽卿等人的力量，张静江、虞洽卿即代表江浙财团”。
江浙财团是辛亥革命的金主，为辛亥革命提供了大量资金和物力，其中以湖州、宁波、无锡籍商人为最。辛亥功臣陈其美出生湖州大丝商之家，散尽家财致力革命。宁波商帮中的虞洽卿、李徵五、朱葆三等均为辛亥革命贡献过巨资。江浙财团的代表人物有很多曾加入孙中山创立的同盟会，继而加入中国国民党。一些海外代表商人也曾大力资助孙中山革命，如旅日巨商吴锦堂。而此时江浙实业家的个人居所也成为革命活动的秘密场所，供以议事、交流、和藏匿革命人士及军火。
江浙财团为蒋中正领导的北伐提供了资金支持。江浙财团也在南京国民政府建立过程中发挥了关键作用。

### 衰弱与转移
抗日战争及日军占领上海和周边的江浙地区给予江浙财团極大的打击。抗日战争胜利后的国共内战以及大陸易手迫使江浙财团的资本家将企业、资金及家庭转移至海外发展，如香港、台湾、美国等地。

## 代表银行
江浙财团的一大特点是大银行，其中著名银行有：
- “南三行”：浙江实业银行﹑浙江兴业银行﹑上海商业储蓄银行。
- “宁波系”：四明银行﹑中国通商银行﹑中国垦业银行、中国农民银行等。

## 代表人物与家族
- 代表人物：虞洽卿、陈光甫﹑张静江、荣宗敬﹑朱葆三、宋汉章、李徵五、钱新之等[2]。
- 代表家族[2]：
  - 无锡荣氏家族资本集团：申新纺织厂、茂新面粉厂﹑福新面粉厂等。
  - 大生资本集团：大生纱厂。
  - 宁波虞洽卿资本集团：宁绍轮船公司﹑宏安轮船公司﹑宁新轮船公司等。
  - 镇海方氏资本集团
  - 小港李家资本集团
  - 吴蕴初“天”字号资本

### 引用
1. ↑   《江浙财阀与国民政府》，ISBN：7310000382，小科布尔 著
2. 1 2 3 4 5  . 中国大百科全书——中国历史（1）.   [2011年12月8日]. （原始内容存档于2013年4月24日） （中文（简体））.
3. 1 2  姚会元. . 中南财经政法大学.   [2011年12月8日] （中文（简体））.[永久]
4. ↑  《江浙财团的支柱——宁波帮》，香港  钟树元 著
5. ↑  . 国际在线.   [2011年12月8日]. （原始内容存档于2010年12月31日） （中文（简体））.
6. 1 2  何亚新. . 近代百年.   [2011年12月8日]. （原始内容存档于2014年5月24日） （中文（简体））.
7. ↑  . 浙江在线. 2005年12月27日  [2012年6月18日]. （原始内容存档于2011年10月27日）.
8. ↑  何亚新. . 近代百年.   [2012年6月18日]. （原始内容存档于2014年5月24日）.
9. ↑  李云智. . 2006  [2011年12月8日]. （原始内容存档于2020年12月12日） （中文（简体））.